# Capnella fungiformis
Capnella fungiformis är en korallart som beskrevs av Kükenthal 1903. Capnella fungiformis ingår i släktet Capnella och familjen Nephtheidae. Inga underarter finns listade i Catalogue of Life.